# 野村二郎 (ジャーナリスト)
野村二郎（のむら じろう、1927年 - ）は、日本の司法ジャーナリスト。
東京生まれ。明治大学卒、朝日新聞東京本社社会部記者（司法記者クラブ所属）、同編集委員として裁判関係の取材を行う。その後1987年から1998年まで千葉工業大学人文系教授（憲法・法学）を務めた。また、1987年から2000年まで早稲田セミナーマスコミ講座講師。

## 著書

### 単著
- 『裁判官・弁護士・検事になるには』編著　ぺりかん社　1977　なるにはBooks
- 『新聞・放送記者になるには』料治直矢共著　ぺりかん社　1977　なるにはBooks
- 『日本の検察』日本評論社　1977
- 『検事 権力と人権』教育社・入門新書 時事問題解説 1978
- 『最高裁判所 揺れる現状と今後の課題』教育社・入門新書 時事問題解説 1978
- 『法曹あの頃』日本評論社・日評選書　1978-81
- 『戦後疑獄史の群像』第一法規出版　1980
- 『続・日本の検察』日本評論社　1980
- 『裁判と市民感覚 司法記者の眼』1981　有斐閣新書
- 『東欧の罪と罰』判例タイムズ社　1981
- 『東西ドイツの罪と罰 新聞記者のみたヨーロッパの司法』1982　有斐閣選書
- 『法の支配者たち』第一法規出版　1982
- 『保安処分 精神障害者の犯罪を考える』1983　有斐閣選書
- 『検事総長の戦後史』権力者の人物昭和史シリーズ ビジネス社　1984
- 『ヨーロッパの裁判』有信堂高文社　1984
- 『最高裁長官の戦後史』権力者の人物昭和史　ビジネス社　1985
- 『裁判と人権 続ヨーロッパの裁判』東信堂　1985
- 『最高裁全裁判官 人と判決』三省堂　1986
- 『君も法律家にならないか』早稲田経営出版　1987
- 『最高裁判所 司法中枢の内側』1987　講談社現代新書
- 『日本の検察 最強の権力の内側』1988　講談社現代新書
- 『裁判の常識』早稲田経営出版　1990
- 『法社会の現実 アメリカとヨーロッパ』早稲田経営出版　1990
- 『日本の裁判官』早稲田経営出版　1992　法曹シリーズ
- 『日本の弁護士』早稲田経営出版　1992　法曹シリーズ
- 『ナチス裁判』1993　講談社現代新書
- 『日本の検察官』早稲田経営出版　1994　法曹シリーズ
- 『日本の裁判官』1994　講談社現代新書
- 『弁護士・検察官・裁判官になるには』ぺりかん社　1995　なるにはbooks
- 『検察の半世紀 戦後50年の実像』早稲田経営出版　1996
- 『時効なき裁判 糾弾される反人道罪』早稲田経営出版　1998
- 『日本の裁判史を読む事典』自由国民社　2004

### 共著・共編
- 田中二郎、佐藤功 編『戦後政治裁判史録 1』第一法規出版、1980年10月。